# Mjassischtschew M-17
Die Mjassischtschew M-17 Stratosfera (russisch Мясищев М-17 Стратосфера, NATO-Codename „Mystic“) ist ein sowjetisches Höhenflugzeug, das erstmals 1982 flog. Es wurde als Höhenaufklärer konzipiert und gilt leistungsmäßig als Gegenstück zur amerikanischen Lockheed U-2. Nach dem Ende des Kalten Krieges wurden M-17 unter dem Namen M-55 „Geofisika“ (M-55 Геофизика) zu wissenschaftlichen Zwecken eingesetzt.

## Entwicklung
Ab Mitte der 1950er Jahre wurden über 4000 Ballone fremder Herkunft über dem Territorium der UdSSR registriert. Daher forderten die sowjetischen Luftstreitkräfte im Jahre 1970 ein Muster, um westliche Spionageballone abfangen zu können, sowie ein Ersatzmuster für den veralteten Höhenaufklärer Jak-25RW. Das Konstruktionsbüro Mjassischtschew erhielt den Auftrag, die M-17 zu entwickeln.
Die M-17 ist ein Schulterdecker und verfügt über ein Doppel-T-Höhenleitwerk, dessen zwei Leitwerksträger an den Tragflächen befestigt sind. Die Rumpfgondel ist unter dem Flügel befestigt und trägt das Triebwerk, ein Strahltriebwerk des Typs RD-36-51W vom RKBM Rybinsk, dessen zwei Lufteinläufe neben dem Cockpit angeordnet sind.
Zum Test von Triebwerk und Aerodynamik wurde in der Entwurfsphase ein M-17-Rumpf unter eine Tupolew Tu-16 gehängt. Eine weitere Tu-16 trug den Bug der M-17, um die Sensoren zu erproben.
Der Erstflug fand am 26. Mai 1982 mit Eduard Tschelzow am Steuer statt. Im gleichen Jahr wurde im Westen erstmals über den neuen sowjetischen Höhenaufklärer berichtet, der in der Größe der amerikanischen Lockheed U-2/TR-1 entsprach. Auf dem sowjetischen Flugerprobungszentrum Schukowski in der Nähe von Moskau, damals noch mit dem Namen Ramenskoje, wurde ein neues Flugzeug identifiziert, das vom Verteidigungsministerium der Vereinigten Staaten vorläufig als Ramenskoje Ram-M bezeichnet wurde. Die Amerikaner vermuteten eine Konstruktion des OKB Jakowlew oder OKB Mjassischtschew.
Anfang 1990 wurde erstmals ein Foto der Ram-M veröffentlicht, das eine Maschine mit dem zivilen Kennzeichen СССР-17401 zeigte. Ende 1989 wurde der Ram-M der NATO-Codename „Mystic“ zugeteilt. Kurze Zeit später wurde eine M-17 (СССР-17103) im Luftfahrtmuseum Monino bei Moskau ausgestellt, und eine andere M-17 auf einem Moskauer Flughafen der Öffentlichkeit vorgestellt. Die als fliegendes Laboratorium „Aeromonitoring“ vorgestellte Maschine sollte als Forschungsflugzeug unter anderem der Erforschung des Ozonlochs dienen.
Ursprünglich war eine Produktion von 17 Maschinen geplant, doch wurden nur eine kleine Serie der M-17 und vier M-55 (Baunummer 01552 sowie RF-55203, RF-55204 und RF-55205) im Flugzeugwerk Smolensk gebaut.
Zur ursprünglich vorgesehenen Ballonabwehr wurde die M-17/M-55 nie eingesetzt. Durch geänderte Aufgabenstellung waren zeitweise wissenschaftliche Aufgaben im weltweiten Einsatz möglich.
Im Herbst 2023 flog das Flugzeug mit taktischen Aufklärungsbehältern.

## Versionen

### M-17RM und M-55 „Geofisika“

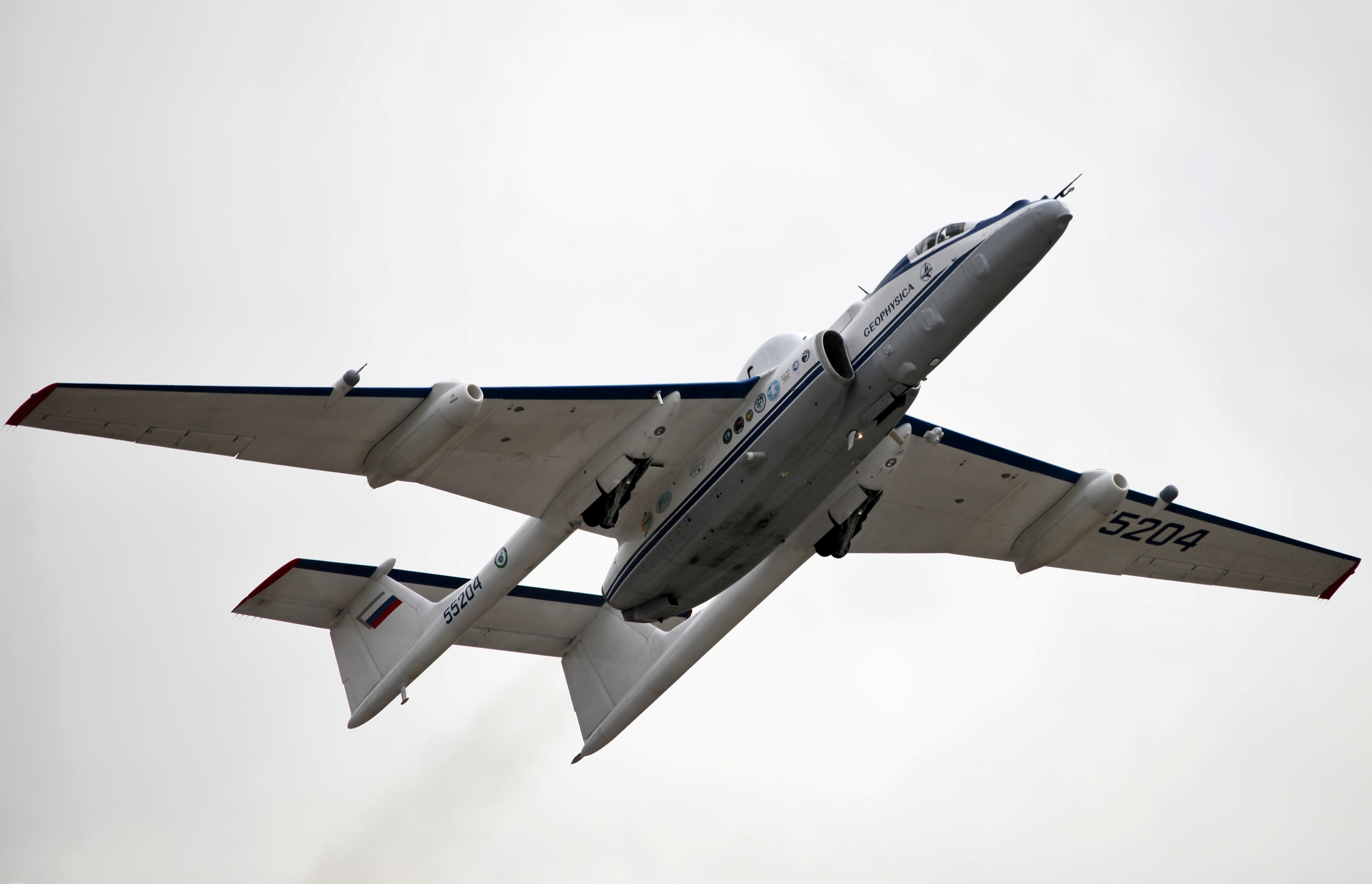
M-55 Geofisika

Als ausschließlich für zivile Aufgaben gedachte Version wurde unter der Leitung von Chefentwickler L. Sokolow aus der M-17 die M-17RM (Raswedtschik Modifizirowanni – modifizierter Aufklärer) entwickelt, mit anderem Einsatzzweck auch als M-55 Geofisika bezeichnet. Sie besitzt einen vor den Lufteinläufen verlängerten Rumpf mit einem geänderten Bug. Im Gegensatz zur einstrahligen M-17 verfügt die M-55 über zwei 49 kN starke Mantelstromtriebwerke D-30-W12 (später auch als PS-30-W12 bezeichnet) vom OKB Solowjow, heute Awiadwigatel (Fertigung in Rybinsk und Perm). Auch der Flügel wurde neu konstruiert.
Mit der M-55 besteht die Möglichkeit, eine bis zu 2000 kg schwere wissenschaftliche Ausrüstung in Höhen von 19.000 bis 21.000 m mehrere Stunden lang arbeiten zu lassen.
Der Erstflug der M-55 erfolgte am 16. August 1988, sie erhielt den NATO-Codenamen „Mystic-B“ und wurde auf der Mosaeroshow ’92 mit RF-Kennzeichen vorgeflogen. Die erste Vorstellung und Flugvorführung im Westen fand während der Internationalen Luft- und Raumfahrtausstellung 1994 in Berlin statt. Bei dieser Gelegenheit wurden wissenschaftliche Höhenflüge gemacht und dabei die höchste je über Deutschland geflogene Höhe erreicht.
Am 28. und 30. März 1990 stellte der Testpilot des Experimentellen Werks für Maschinenbau W. M. Mjassischtschew (Eksperimentalny maschinostroitelny sawod imeni W. M. Mjassischtschewa, russisch Экспериментальный машиностроительный завод им. В. М. Мясищева, EMS) Wladimir Archipenko eine Reihe von Rekorden auf. Insgesamt wurden 16 Weltrekorde für Höhe und Steigzeit erflogen.
Die M-55 wird vom Michail-Gromow-Institut für Flugforschung als Testträger für verschiedene Versuche benutzt.

### M-55RTR
Eine weitere militärische Entwicklung sollte mit der hochfliegenden ELINT-Version M-55RTR entstehen, die als militärisch-technische Kooperation mit Indien entstehen sollte. Die Entwicklungskosten von ungefähr 150 Mio. US-Dollar sollten anteilig von Indien mitgetragen werden.

### M-55X
Auf der MAKS 2001 wurde durch das Konstruktionsbüro (OKB) Mjassischtschew und die Firma Space Adventures die Kombination der Projekte M-55X und des Space Adventures Explorer (S-XXI) vorgestellt. Die M-55X ist eine umgebaute M-55 und als Trägerflugzeug für den kleinen Raumgleiter S-XXI konzipiert: Die mit Boostern ausgerüstete M-55X bringt die S-XXI auf eine Höhe von 17.000 bis 19.000 Metern. Hier werden deren Booster gezündet, die den Raumgleiter auf den angestrebten Satellitenorbit beschleunigen. Das Projekt wurde 2010 aufgegeben weil zu teuer.

## Technische Daten (M-55)
| Kenngröße             | Daten                        |
| --------------------- | ---------------------------- |
| Besatzung             | 1                            |
| Spannweite            | 40,32 m                      |
| Länge                 | 22,27 m                      |
| Höhe                  | 4,70 m                       |
| Flügelfläche          | 137,7 m²                     |
| Flügelstreckung       | 11,8                         |
| Leermasse             | 11.900 kg                    |
| Zuladung              | 6.500 kg                     |
| Startmasse            | max. 24.500 kg               |
| Triebwerk             | 2 Awiadwigatel PS-30-W12     |
| Schub                 | je 49 kN                     |
| Höchstgeschwindigkeit | 750 km/h                     |
| Dienstgipfelhöhe      | 21.550 m bei max. Startmasse |
| Reichweite            | 1.315 km in 20.000 m Höhe    |